# The Rolling Stones (EP)
The Rolling Stones je debutové EP stejnojmenné britské kapely vydané v roce 1964. EP obsahující čtyři písně, cover verze tehdy populárních R&B umělců, bylo nahráno během dvou oddělených nahrávání v srpnu a listopadu 1963. EP se v britském žebříčku umístilo na 13. místě.

## Seznam skladeb
1. "Bye Bye Johnny" (Chuck Berry) - 2:09
2. "Money" (Berry Gordy Jr./Janie Bradford) - 2:31
3. "You Better Move On" (Arthur Alexander) - 2:39
4. "Poison Ivy" (Jerry Leiber/Mike Stoller) - 2:06